# Indisches Blumenrohr
Indisches Blumenrohr (Canna indica), auch Essbare Canna, Achira oder Kapacho, Australische Pfeilwurz genannt, ist eine Pflanzenart aus der Gattung Blumenrohr (Canna), der einzigen Gattung der Familie der Blumenrohrgewächse (Cannaceae). Die ursprüngliche Verbreitung reicht von Mexiko bis Zentralamerika. Canna indica wurde bereits um 1570 in Europa als Zierpflanze eingeführt. Seit etwa 200 Jahren wird intensiv gekreuzt und so entstanden bis heute etwa 1000 eingetragene Sorten. Sie wird als Zier- und Nahrungspflanze weltweit angepflanzt und ist in vielen frostfreien Gebieten der Welt verwildert. Der Trivialname und botanische Name Indisches Blumenrohr (Canna indica) kommt durch den Irrtum des Entdeckers von „West-Indien“ (Westindische Inseln) zustande.

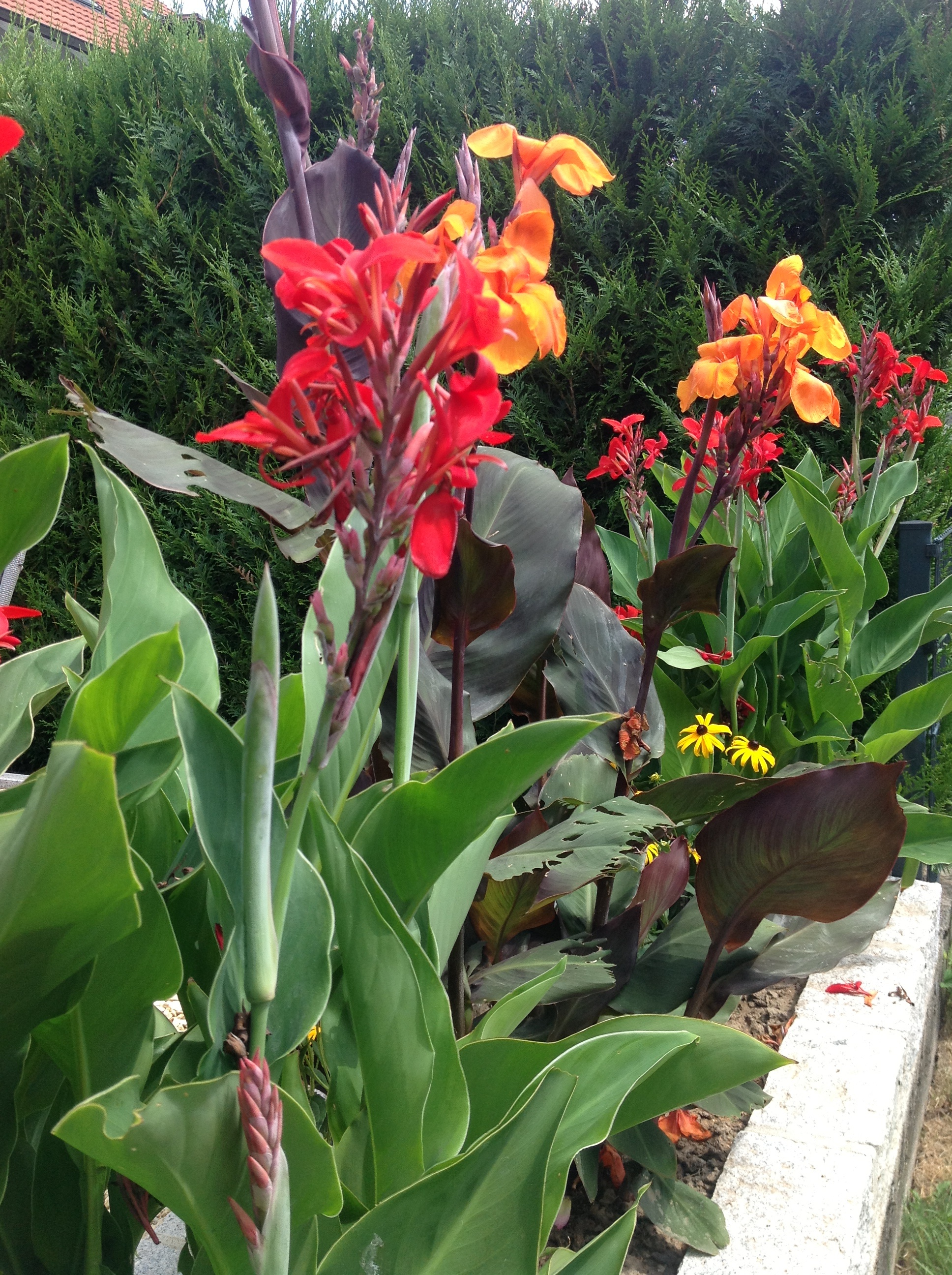
Canna indica

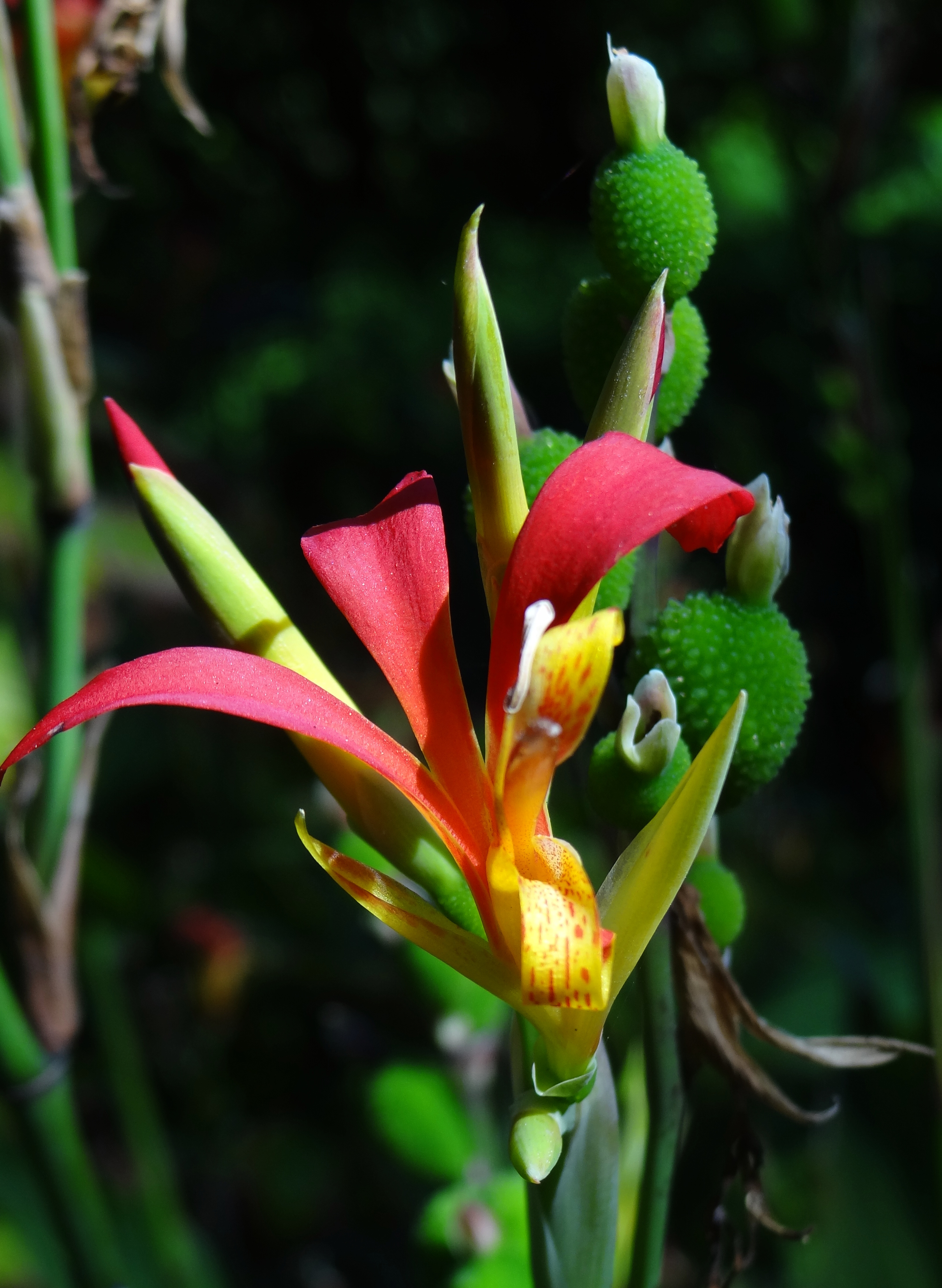
Blüte von Canna indica

## Beschreibung

### Habitus und Laubblätter

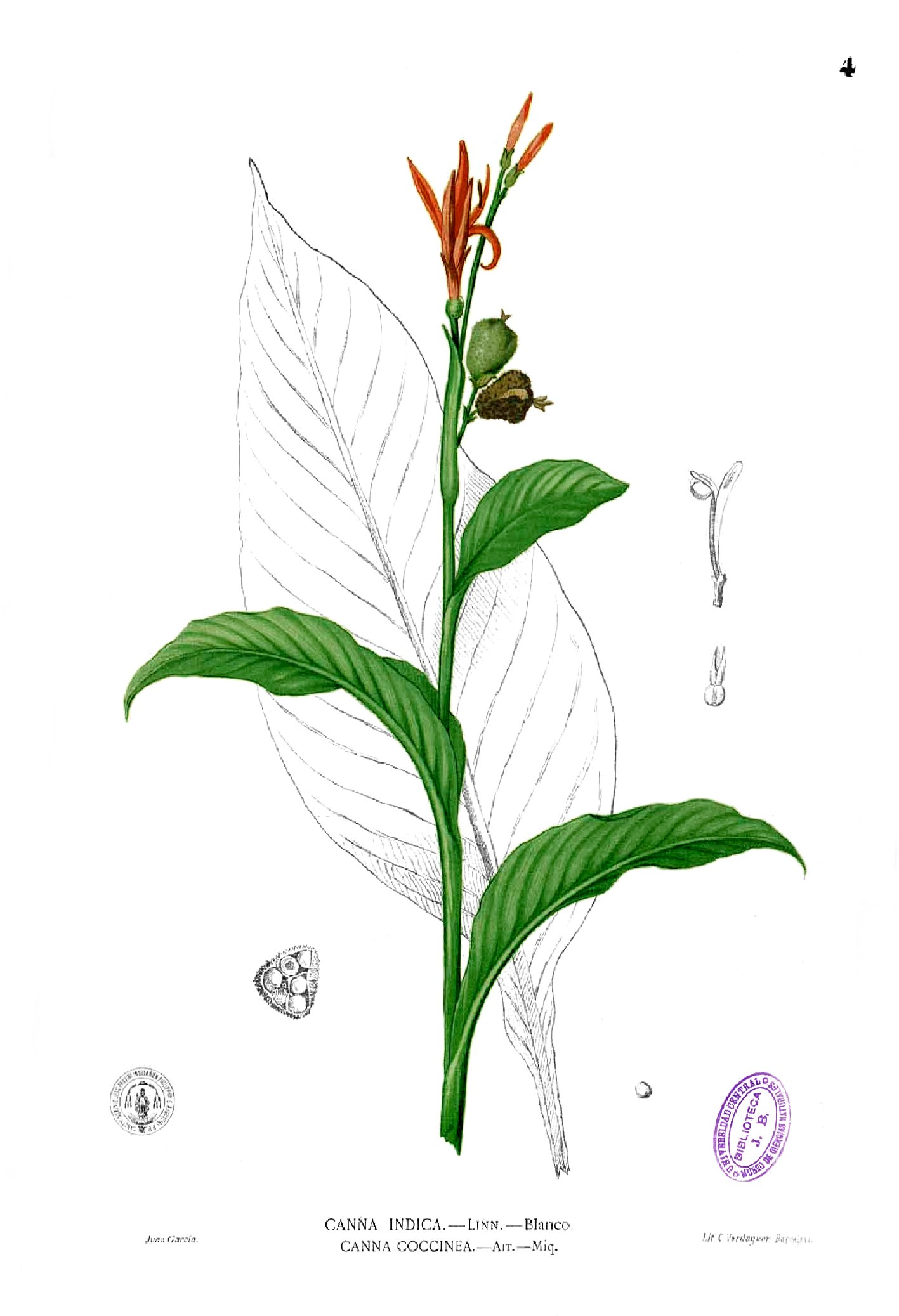
Illustration der Wildform: Indisches Blumenrohr (Canna indica)

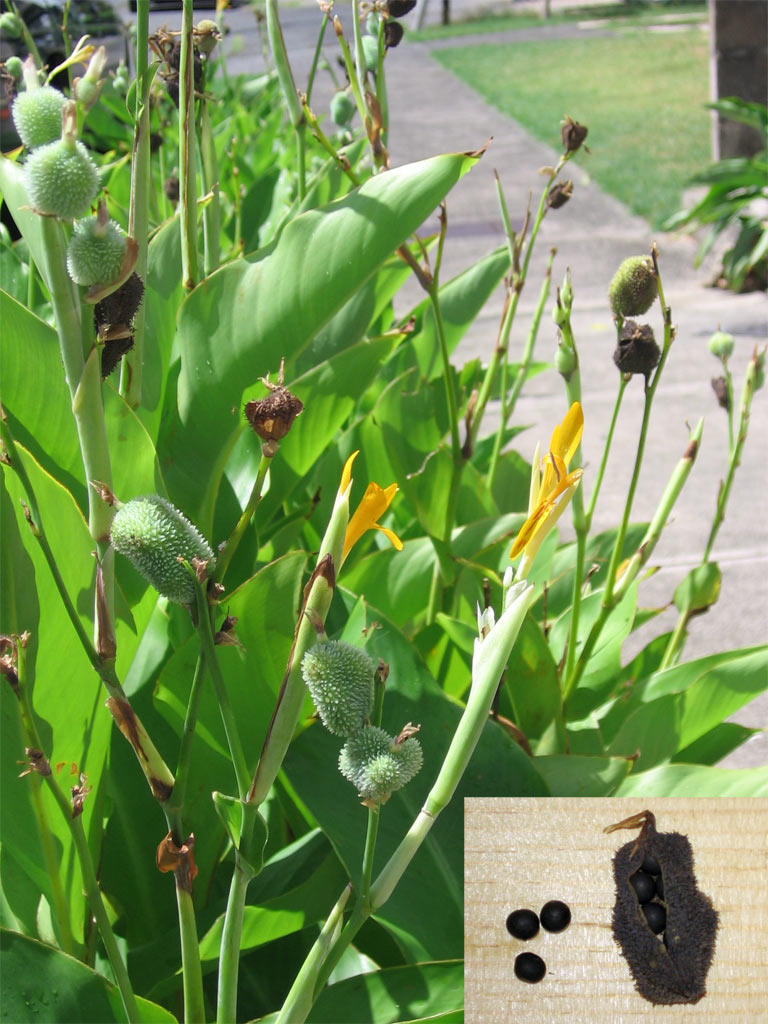
Indisches Blumenrohr (Canna indica): Habitus, Kapselfrüchte und Samen. Unreife und reife Canna-Früchte mit ihren weich-stacheligen Oberflächen. In und neben der offenen Frucht sind die kugeligen, schwarzen Samen zu sehen.

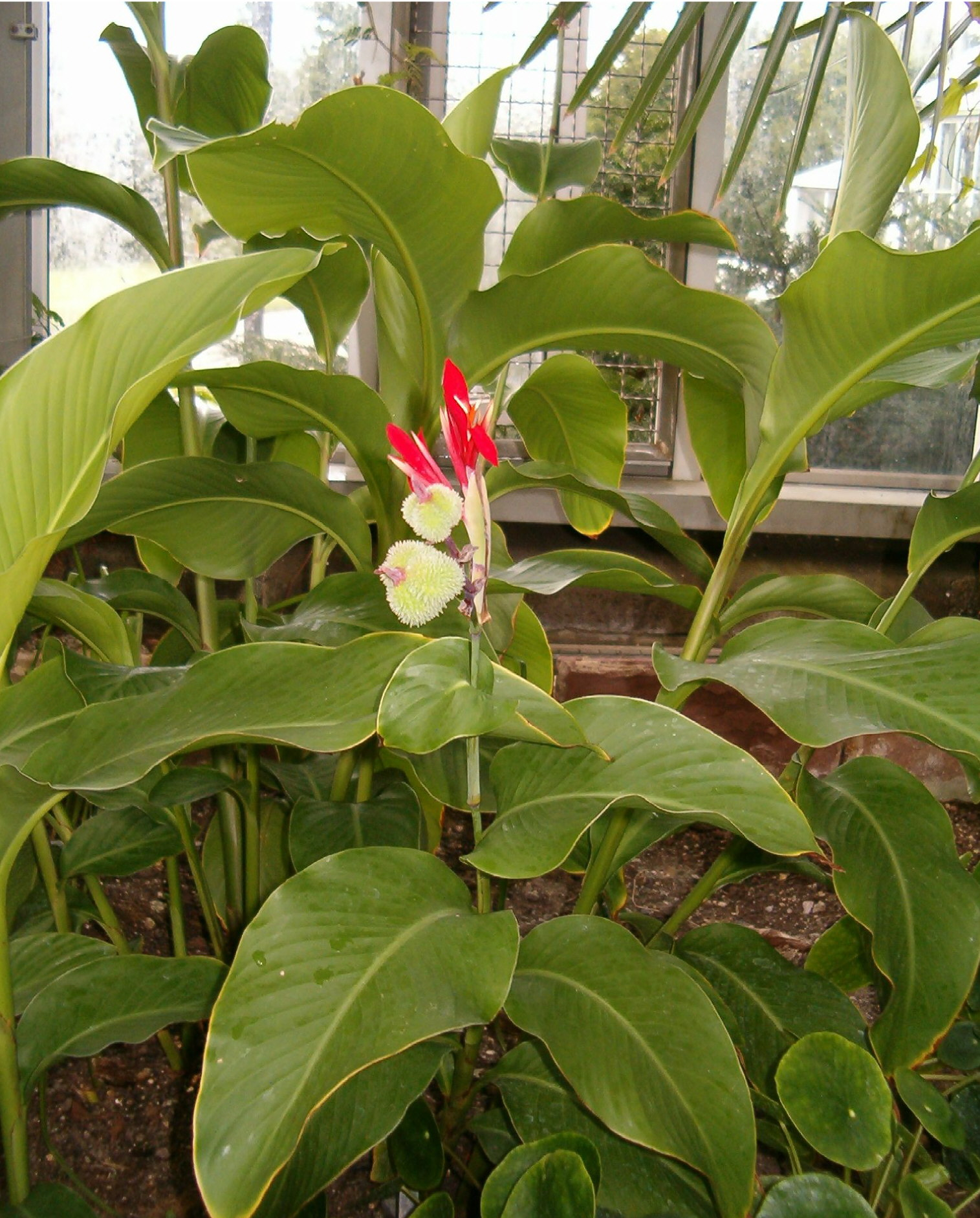
Canna indica var. warszewiczii (A.Dietr.) Nob.Tanaka

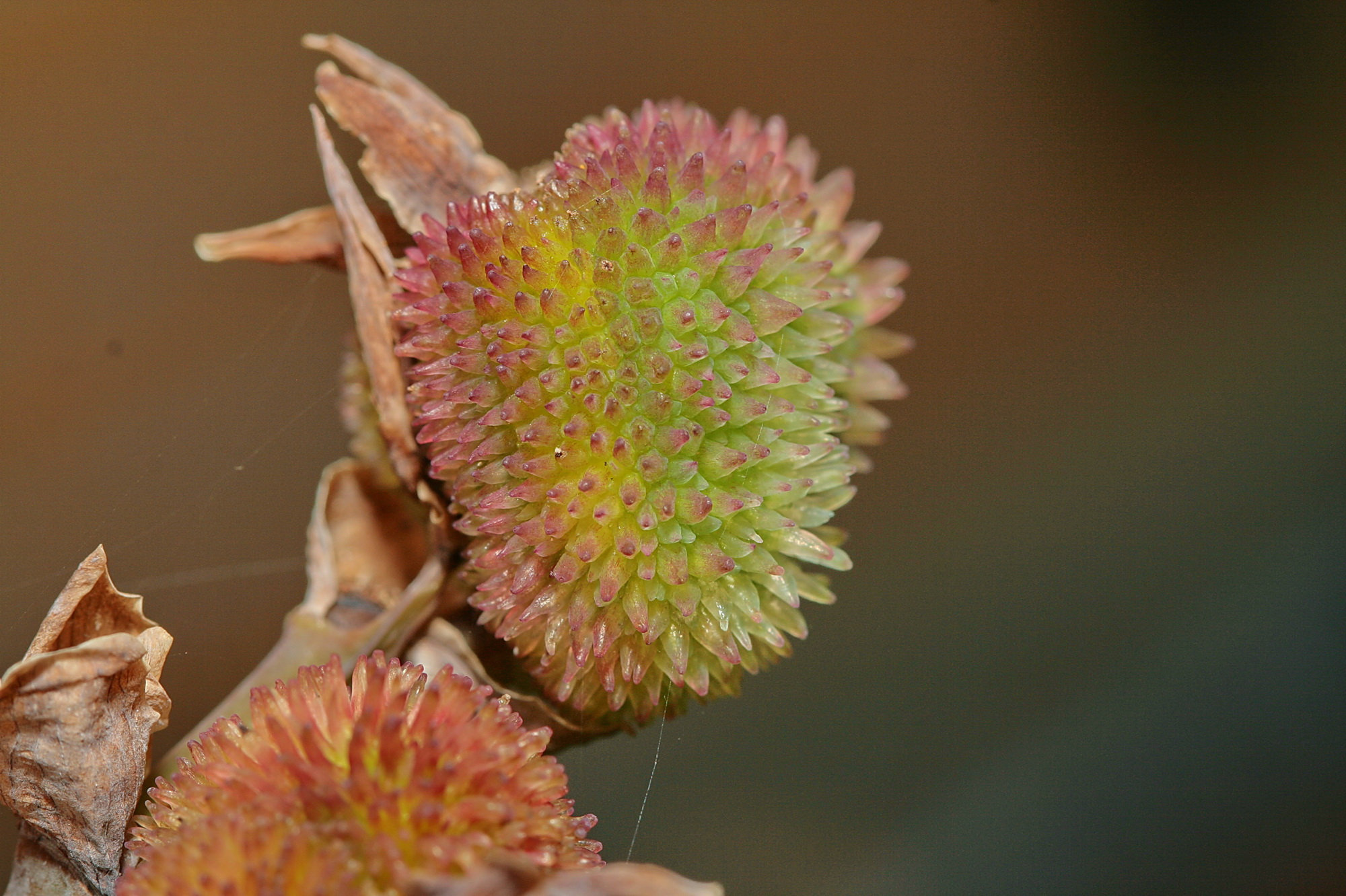
Die weichstachelige Oberfläche der Frucht

Canna indica wächst als ausdauernde krautige Pflanze. 
Sie bildet verzweigte Rhizome als Überdauerungsorgane. Die Rhizome werden bis zu 60 cm lang, sind in knollige Segmente gegliedert und zweizeilig von hellgrünen oder violetten schuppenförmigen Niederblättern bedeckt. In ihnen wird Stärke gespeichert. Die sehr großen Stärkekörner kann man angeblich mit dem bloßen Auge sehen.
Cannae indicae erreichen, je nach Sorte, Wuchshöhen von bis zu etwa 2 Metern. Sie bilden einen aufrechten, unverzweigten Stängel oder die überlappenden Blattscheiden bilden einen Scheinstamm. Die wechselständig und spiralig oder zweizeilig angeordneten, sehr großen, einfachen Laubblätter sind gegliedert in Blattscheiden, kurze Blattstiele und Blattspreiten. Die Blattspreite weist eine Länge von 30 bis 60 cm und eine Breite von 10 bis 20 cm auf. Die parallel verlaufenden Blattadern entspringen der Mittelrippe (nicht typisch für Einkeimblättrige).

### Blütenstände und Blüten
Der auffällige, endständige, traubige Gesamtblütenstand (Infloreszenz) ist aus 6 bis 20 ein- bis zweiblütigen, monochasialen, zymösen Teilblütenständen zusammengesetzt und enthält sehr viele Blüten, 9 bis 15 cm lange Hochblätter und unscheinbare, etwa 8 Millimeter kleine, hell-purpurfarbene Deckblätter.
Die zwittrigen, meist großen Blüten sind asymmetrisch und dreizählig. Die Blütenhüllblätter sind verschieden gestaltet. Die drei freien Kelchblätter sind meist grün. Die drei Kronblätter sind grün oder haben je nach Sorte Farbtöne von gelb über orange und rot bis rosafarben. Die Basis der Kronblätter ist mit den Staminodien zu einer Staubblattsäule verwachsen. Es sind zwei Kreise mit je ursprünglich drei Staubblättern vorhanden, aber pro Blüte gibt es nur ein fertiles Staubblatt mit einem kronblattähnlichen Staubfaden, die anderen sind zu kronblattähnlichen Staminodien umgebildet, eines der inneren Staminodien ist zurückgebogen und bildet das Labellum, bei einigen Arten fehlt ein Staminodium. Die Kronblätter und Staminodien sind meist gelb bis rot. 
Die drei Fruchtblätter sind zu einem unterständigen (synkarpen) Fruchtknoten verwachsen, der eine weich-stachelige Oberfläche besitzt und viele zentralwinkelständige Samenanlagen enthält. Der Griffel ist kronblattähnlich abgeflacht. Der Pollen wird auf der abaxialen (achsfernen) Fläche des Griffels deponiert. Der Bestäubungsmechanismus ist sehr spezialisiert und die Bestäubung erfolgt durch Insekten (Entomophilie). Die Insekten nehmen den Pollen vom abgeflachten Griffel aus auf. In ihrer Heimat wird die Blüte durch Kolibris bestäubt. Dort blühen sie in den Monaten August bis Oktober.

### Früchte und Samen
Die dreikammerige Kapselfrucht besitzt eine weich-stachelige Oberfläche, ist breit eiförmig, 1,2 bis 1,8 cm groß und enthält 5 bis 25 (selten bis zu 75) Samen. Die mittel- bis dunkelbraunen oder schwarzen, glänzenden, kugeligen Samen mit harten Endosperm weisen einen Durchmesser von etwa 4 bis 6,7 mm auf. Die Samen reifen im Oktober.

### Chromosomenzahl
Die Chromosomenzahl beträgt 2n = 18.

## Verbreitung und Standort
Canna indica stammt aus Südamerika; ihre Heimat liegt in Kolumbien, Venezuela, Brasilien und Argentinien sowie auf den Westindischen Inseln und in Mittelamerika. Als Nutzpflanze wird sie heute vor allem auf pazifischen und westindischen Inseln sowie in Australien angebaut.
Canna bevorzugt leichte sandig-lehmige Böden, kann aber auch auf schweren Böden wachsen, soweit diese nicht nass sind. Gegenüber der Bodenreaktion (pH-Wert) ist sie indifferent.

## Systematik
Die Erstveröffentlichung von Canna indica erfolgte bereits 1753 durch Carl von Linné in Species Plantarum, Tomus I, S. 1. Es ist die erste Blütenpflanze in diesem Werk, da sie nur ein Staubblatt und nur einen Griffel hat.
Seit der Revision von Nobuyuki Tanaka ist Canna edulis Ker-Gawl. ein Synonym von Canna indica L. Weitere Synonyme sind Canna compacta Rosc., Canna limbata Rosc., Canna lutea Mill., Canna achiras, Canna esculenta. Häufig wird diese Art in der Literatur noch als Canna edulis Ker Gawl. geführt.
Mit vier Varietäten:
- Canna indica var. flava (Roscoe ex Baker) Nob.Tanaka
- Canna indica var. maculata (Hook.) Nob.Tanaka
- Canna indica var. sanctae-rosae (Kraenzl.) Nob.Tanaka
- Canna indica var. warszewiczii (A.Dietr.) Nob.Tanaka

Trivialnamen in anderen Sprachen (Auswahl): engl.: „Edible Canna“, „Queensland Arrowroot“; franz.: „Basilier comestible“.

## Nutzung
Genutzt werden von der Achira hauptsächlich die stärkehaltigen Rhizome. Die Stärke ist leicht verdaulich und deshalb als Kranken- und Kindernahrung gut geeignet. Die Knollen können roh oder gekocht verzehrt werden. Die Stärke eignet sich auch zum Backen.
In Südamerika werden die Blätter zum Einwickeln von Gebäck (Tamales, Quimbolitos) verwendet, ähnlich wie Bananenblätter oder Maisblätter. In einigen Gegenden werden die Blätter an Nutztiere verfüttert. Die runden Samen werden in einigen Gegenden durchbohrt und als Perlen verwendet. Sie werden aber auch als Füllung von Rasseln benutzt. Von den Indigenen wurden die Samen früher als Goldgewichte verwendet, ähnlich wie die Samen von Ceratonia siliqua (Karat), da sie wie diese ein konstantes Gewicht haben.

### Inhaltsstoffe
Die Achira-Rhizome bestehen zu 73 % aus Wasser. Neben 24 % Stärke (lt. Franke; eine andere Quelle nennt 31 %) enthalten sie noch 1 % Eiweiß, 0,6 % Rohfaser und 1,4 % Mineralstoffe.

### Anbau
Die Achira wurde schon lange vor der Zeitenwende von Indigenen der östlichen Anden kultiviert. Abbildungen wurden auf Töpferwaren gefunden, die aus der Zeit von 2500 v. Chr. datiert worden sind. Heute spielt sie in den Anden nur noch in der Gegend von Cuzco eine gewisse Rolle als Nahrungspflanze. Hauptsächlich wird sie heute auf pazifischen und einigen Westindischen Inseln, vor allem aber in Queensland in Australien angebaut.
Da die Achira langsamer wächst als Kartoffel oder Batate, hat sie nirgends die landwirtschaftliche Bedeutung dieser Arten bekommen. Der Ertrag liegt bei etwa 30 bis 40 t pro ha Anbaufläche. Aus 0,9 t geernteter Rhizome kann etwa 0,1 t reine Stärke gewonnen werden. Die Stärke kommt als „Queensland-Arrowroot“ in den Handel.

## Trivia
Canna indica wird im ersten Satz von Theodor Fontanes Roman Effi Briest erwähnt.